# Edward J. Heske
Edward Joseph Heske (* 27. Mai 1953 in Bridgeport, Connecticut) ist ein US-amerikanischer Mammaloge. 

## Leben
Heske wuchs in einer Kleinstadt in Neuengland auf. Nach dem Abschluss der High School besuchte er das Amherst College, wo er zunächst Medizin studierte, dann zum Hauptfach Englisch wechselte und ein Studium der Rechtswissenschaft in Betracht zog. Zu Beginn seines letzten Studienjahres besuchte er die Ökologie- und Naturkundekurse von Lincoln Brower; für einen Wechsel in das Hauptfach Ökologie fehlte ihm jedoch die Zeit. Anschließend arbeitete Heske ein Jahr lang als Kellner, Barkeeper und Aushilfslehrer an der High School, dann zog er in den Bundesstaat Oregon, wo er nach einem zweieinhalbjährigen Studium an der Oregon State University einen zweiten Bachelor-Abschluss erwarb. Im ersten Sommersemester belegte er Kurse an der Malheur Field Station und verdiente sich seinen Lebensunterhalt teilweise mit Malerarbeiten an Gebäuden und anderen Arbeiten auf dem Gelände. Im zweiten Sommersemester gehörte er zu einer Gruppe von Studenten, die Stipendium der National Science Foundation für eine ökologische Untersuchung der Sanddünen in der Alvord Desert erhielten. Heskes Interessen verlagerten sich in diesen Jahren von Vögeln, Reptilien und Amphibien hin zu den Säugetieren. 1979 begann er mit den Vorbereitungen zu seiner Doktorarbeit am Museum of Vertebrate Zoology der University of California, Berkeley (UCB) unter der Leitung von William Z. Lidicker, Jr. Zu seinen weiteren Mentoren an der UCB gehörten James L. Patton und Frank A. Pitelka. Heske untersuchte das Verhalten, die soziale Organisation und die Fortpflanzungsbiologie von Kalifornischen Wühlmäusen (Microtus californicus). 1985 wurde er mit der Dissertation Social organization in the California vole, Microtus californicus zum Ph.D. promoviert. Er erhielt ein Fulbright-Stipendium und ein Stipendium des Norwegischen Marshall-Fonds, um von 1985 bis 1986 in Zusammenarbeit mit Nils Christian Stenseth von der Universität Oslo Berglemminge (Lemmus lemmus) zu studieren. 1987 trat er eine zweite Postdoc-Stelle bei James H. Brown an, als Leiter des Portal-Projekts zur Ökologie von Wüstennagern. 1991 nahm er eine Stelle als Säugetierökologe am Illinois Natural History Survey (INHS) an.
Von 2003 bis 2007 war Heske Direktor des Zentrums für Wildtier- und Pflanzenökologie am INHS. Er war Lehrbeauftragter an der University of Illinois, wo er Mammalogie unterrichtete. Er leitete große Vertragsgruppen, die Umweltbewertungen im Zusammenhang mit der Verkehrsinfrastruktur durchführten, zusätzlich zu seiner eigenen Forschung im Bereich Landschaftsökologie, nachdem das INHS 2009 Teil eines Instituts an der University of Illinois wurde. Nach 25 Jahren am INHS ging er 2016 in den Ruhestand und zog zurück in den Südwesten, wo er außerordentlicher Professor an der University of New Mexico wurde und ein Büro im Museum of Southwestern Biology hatte. 
Heske wurde 1980 Mitglied der American Society of Mammalogists (ASM). Er war im Ausschuss für Ehrenmitgliedschaften, im Resolutionsausschuss, wo er zwei Jahre als Vorsitzender fungierte, im Publikationsausschuss, im Koordinationsausschuss, im Fördermittelausschuss, wo er vier Jahre lang Vorsitzender war, sowie im Ausschuss für Planung und Finanzen. Er wurde dreimal in den Vorstand gewählt, war Mitherausgeber, Redakteur für Sonderthemen sowie von 2006 bis 2009 Chefredakteur beim Journal of Mammalogy. Von 2012 bis 2014 war er Präsident der ASM. Er war von 1999 bis 2002 Mitherausgeber der Zeitschrift Ecology, war von 1997 bis 2002 Mitglied in sieben Gremien der National Science Foundation und erhielt 2009 vom Illinois Chapter der Organisation The Wildlife Society einen Professional Award of Merit für herausragende Beiträge zur Wildtierforschung, zur Bildung und zum Management. Heske veröffentlichte über 100 wissenschaftliche Publikationen, die meisten über Säugetiere, aber auch eine über Heuschrecken, eine zum Makrozoobenthos, drei über Schlangen und etwa ein halbes Dutzend über Vögel. 2009 veröffentlichte er in Zusammenarbeit mit Adrian Wydeven und Tim Van Deelen das Buch Recovery of Gray Wolves in the Great Lakes Region of the United States: an Endangered Species Success Story. 2016 wurde er erneut Chefredakteur des Journal of Mammalogy.